# Martin Atkins (Dartspieler, 1965)
Martin Christopher Atkins (* 24. Dezember 1965 in Leeds) ist ein englischer Dartspieler, der den Großteil seiner Karriere bei der British Darts Organisation (BDO) und der World Darts Federation (WDF) verbrachte. Sein Spitzname lautet The Assasin.

## Karriere
Atkins spielte bereits ab 1996 für die Grafschaft Yorkshire und trat bei WDF-Turnieren für England an. In den Jahren 2006 und 2007 gelang ihm der Einzug ins Achtelfinale der Weltmeisterschaft. 2006 führte er hierbei sogar mit 3:0 gegen Martin Adams, doch vergab einen Matchdart im fünften Satz und verlor letztlich noch mit 3:4. Im Folgejahr unterlag er dem späteren Finalisten Phill Nixon.
Bei der Auflage von 2008 war er an Position 10 gesetzt. Allerdings unterlag er in der ersten Runde Andy Boulton. Ein Jahr darauf war er wieder ungesetzt, gewann aber zum Auftakt gegen Joey ten Berge. Letztlich scheiterte er in der nächsten Runde an Gary Robson.
Erneut an Nummer 10 gesetzt, erlitt Atkins 2010 erneut eine schmerzliche WM-Niederlage, als er gegen Lakeside-Debütant Paul Carter verlor. 2011 wurde er gegen den an Position 3 gesetzten Dean Winstanley gelost. Er verlor nur sehr knapp, hatte sogar zwei Matchdarts im vierten Satz. Winstanley schaffte es anschließend bis ins Finale.
2012 gelang es Atkins dann, erstmals das Viertelfinale der BDO-WM zu erreichen, wobei er die gesetzten John Walton und Willy van de Wiel ausschaltete. Im Viertelfinale wartete mit Ted Hankey ein ehemaliger Weltmeister, gegen den er mit 1:5 verlor. Noch im selben Jahr errang Atkins bei den BDO British Open den bedeutendsten Titel seiner Karriere. Hierbei bezwang er Robbie Green im Finale. Die Weltmeisterschaft 2013 endete für Atkins jedoch in einer Enttäuschung. Wieder einmal verlor er zum Auftakt, dieses Mal gegen Jason Cullen.
Bei der BDO-WM 2014 sah sich Atkins zum Auftakt mit dem an Position 8 gesetzten Jeffrey de Graaf konfrontiert. Trotz einer Ellenbogenverletzung gelang ihm ein 3:0-Sieg an Neujahr, wobei de Graaf in zwei Sätzen Chancen zum Satzgewinn liegen ließ. Atkins gewann das Spiel mit einem 135er-Finish auf dem Bullseye. Im Achtelfinale musste er jedoch frühzeitig aufgeben. Beim Stand von 0:2 gegen Rick Hofstra waren die Schmerzen im Ellbogen zu stark.
Nach zwei weiteren eher nicht erfolgreichen Teilnahmen bei der BDO-Weltmeisterschaft entschied sich Atkins, zum Jahreswechsel 2018 zur Professional Darts Corporation (PDC) zu wechseln. Es gelang ihm jedoch nicht, sich eine Tourkarte zu erspielen und so tauchte er lediglich bei zwei European-Tour-Turnieren und auf der Challenge Tour auf. Nach nicht einmal einem Jahr gab Atkins daher den Versuch bei der PDC auf und kehrte zur BDO zurück. Allerdings konnte er sich auch hier nie wieder für die Weltmeisterschaft qualifizieren und es wurde zunehmend ruhiger um ihn. Mittlerweile tritt er nur noch gelegentlich bei Open-Turnieren der WDF an und hat eine vierstellige Weltranglistenposition.

## Weltmeisterschaftsresultate

### BDO
- 2005: 1. Runde (0:3-Niederlage gegen  Robert Thornton)
- 2006: Achtelfinale (3:4-Niederlage gegen  Martin Adams)
- 2007: Achtelfinale (1:4-Niederlage gegen  Phill Nixon)
- 2008: 1. Runde (2:3-Niederlage gegen  Andy Boulton)
- 2009: Achtelfinale (1:4-Niederlage gegen  Gary Robson)
- 2010: 1. Runde (1:3-Niederlage gegen  Paul Carter)
- 2011: 1. Runde (2:3-Niederlage gegen  Dean Winstanley)
- 2012: Viertelfinale (1:5-Niederlage gegen  Ted Hankey)
- 2013: 1. Runde (1:3-Niederlage gegen  Jason Cullen)
- 2014: Achtelfinale (Spiel nicht beendet gegen  Rick Hofstra) 1
- 2016: Achtelfinale (0:4-Niederlage gegen  Richard Veenstra)
- 2017: 1. Runde (1:3-Niederlage gegen  Jamie Hughes)

## Titel

### BDO

#### Andere
- BDO International Open: 2015

### WDF

#### WDF World Cup
- Mannschaftswettbewerb: 2011 (zusammen mit Martin Adams, Tony O’Shea, Scott Waites)

#### Open-Turniere
- Finnish Open: 2006
- Northern Ireland Open: 2009
- British Open: 2012

### Sonstige
- British Internationals: 2006, 2009, 2010, 2011, 2012, 2013, 2014, 2015, 2017, 2019 (jeweils als Mannschaft für England)
- England Classic Warm Up: 2010
- England GP of Darts Bolton: 2012
- England Matchplay: 2012